# Simulium chamlongi
Simulium chamlongi är en tvåvingeart som beskrevs av Takaoka och Suzuki 1984. Simulium chamlongi ingår i släktet Simulium och familjen knott.
Artens utbredningsområde är Thailand. Inga underarter finns listade i Catalogue of Life.